# Первоцвет чукотский
Первоцвет чукотский, или первоцвет чукчей, или примула чукотская (лат. Primula tschuktschorum) — многолетнее травянистое растение, вид рода Первоцвет (Primula) семейства Первоцветные (Primulaceae).

## Описание
Многолетнее травянистое растение высотой 2–15 см. Вегетативные части полностью голые (не покрыты восковым и мучнистым налётом), по другому источнику — покрыты беловатым налётом.
Корневища толстые, короткие. Розетки не сросшиеся.
Листья не ароматные, неясно черешковые, черешок крылатый; лопасть листа без глубоких сетчатых жилок абаксиально, линейно-ланцетная, 4–5 × 0,2–0,4 см, мясистая, края цельные или отдаленно зубчатые, верхушка острая, поверхность голая.
Цветки собраны в соцветия — 1–3(-6)-цветковые зонтики. Непарноперистые прицветники плоские при основании, более-менее равные. Цветоножки прямостоячие или слегка изогнутые, несколько толстые, 2–10 мм, длина примерно в 1–2 раза больше прицветников, гибкие. Цветки гетеростильные; чашечка зелёная или зеленовато-чёрная, городчатая, 5–7 мм. Венчик розово-пурпурный, столбик 5–7 мм, длиной равен чашечки, доли 5–10 мм, верхушка нелопастная или редко расщепленная до основания.
Плод — коробочка, цилиндрическая, длиной в 2 раза больше чашечки. Семена без боковых краев, пузырчатые.
2n = 22.

## Распространение и места обитания
Естественный ареал: на территории Северной Америки — на западе Аляски, в России — в Чукотском автономном округе (на востоке Чукотского п-ова). По некоторым данным встречается в Камчатском крае и Магаданской области.
Произрастает в тундре, на лужайках, солифлюкционных террасах, в седловинах, по каменистым берегам моря, рек и ручьёв. Поднимается на высоту до 400 м.

## Таксономия
Primula tschuktschorum имеет долгую историю таксономической путаницы со своим близким родственником P. pumila, от которого она отличается разностильными цветками, более нежным внешним видом и отсутствием фарины (мучнистого налёта). В Северной Америке вид, по-видимому, распространен только в районе Берингова пролива на Аляске между полуостровом Сьюард и Бристольским заливом, где время от времени растет в прибрежных районах и чаще всего на возвышенностях в горах вокруг поздно лежащих сугробов.

### Синонимы

#### Гомотипные синонимы
- Aleuritia tschuktschorum (Kjellm.) Soják in Čas. Nár. Mus., Odd. Přír. 148: 207 (1979 publ. 1980)

#### Гетеротипные синонимы
- Primula beringensis (A.E.Porsild) Jurtzev in Bot. Zhurn. (Moscow & Leningrad) 60: 242 (1975) — Первоцвет берингийский[5]
- Primula pumila var. ledebouriana E.A.Busch in Fl. Sibir. Orient. Extremi 65: 75 (1925)
- Primula tschuktschorum var. beringensis A.E.Porsild in Canad. Field-Naturalist 79: 87 (1965)
- Primula tschuktschorum subsp. beringensis (A.E.Porsild) Jurtzev & Kozhevn. in Bot. Zhurn. (Moscow & Leningrad) 57: 773 (1972)